# Amfreville-sous-les-Monts
Pour les articles homonymes, voir Amfreville.
Amfreville-sous-les-Monts est une commune française située dans le département de l'Eure, en région Normandie.

## Géographie

### Localisation

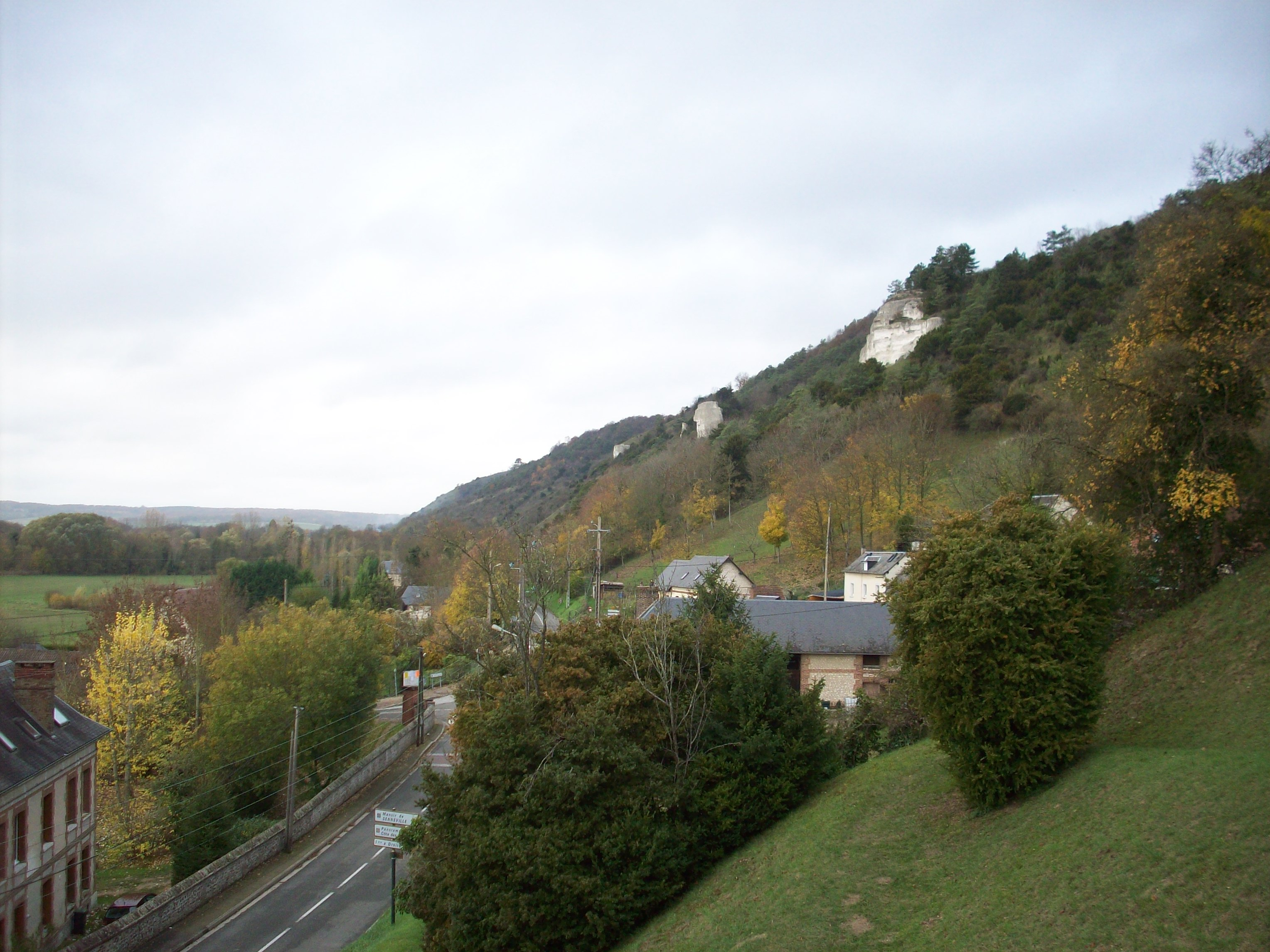
La côte des Deux-Amants.

La commune est située au sommet d'une boucle de la Seine, sur la rive droite, en amont du confluent avec l'Andelle (commune de Pîtres). La commune est très marquée par la topographie prononcée de la côte des Deux-Amants, qui suit le cours de la Seine, et sépare le village entre la partie basse près de la Seine et la partie sur le plateau.
|                                                                   | Pîtres, Romilly-sur-Andelle |             |
| Poses                                                             | Amfreville-sous-les-Monts   | Flipou      |
| Porte-de-Seine (comm. dél. de Tournedos-sur-Seine) (par un angle) | Vatteville                  | Heuqueville |

### Hydrographie
La commune est située dans le bassin Seine-Normandie. Elle est drainée par la Seine, la dérivation d'Amfreville et divers autres petits cours d'eau.

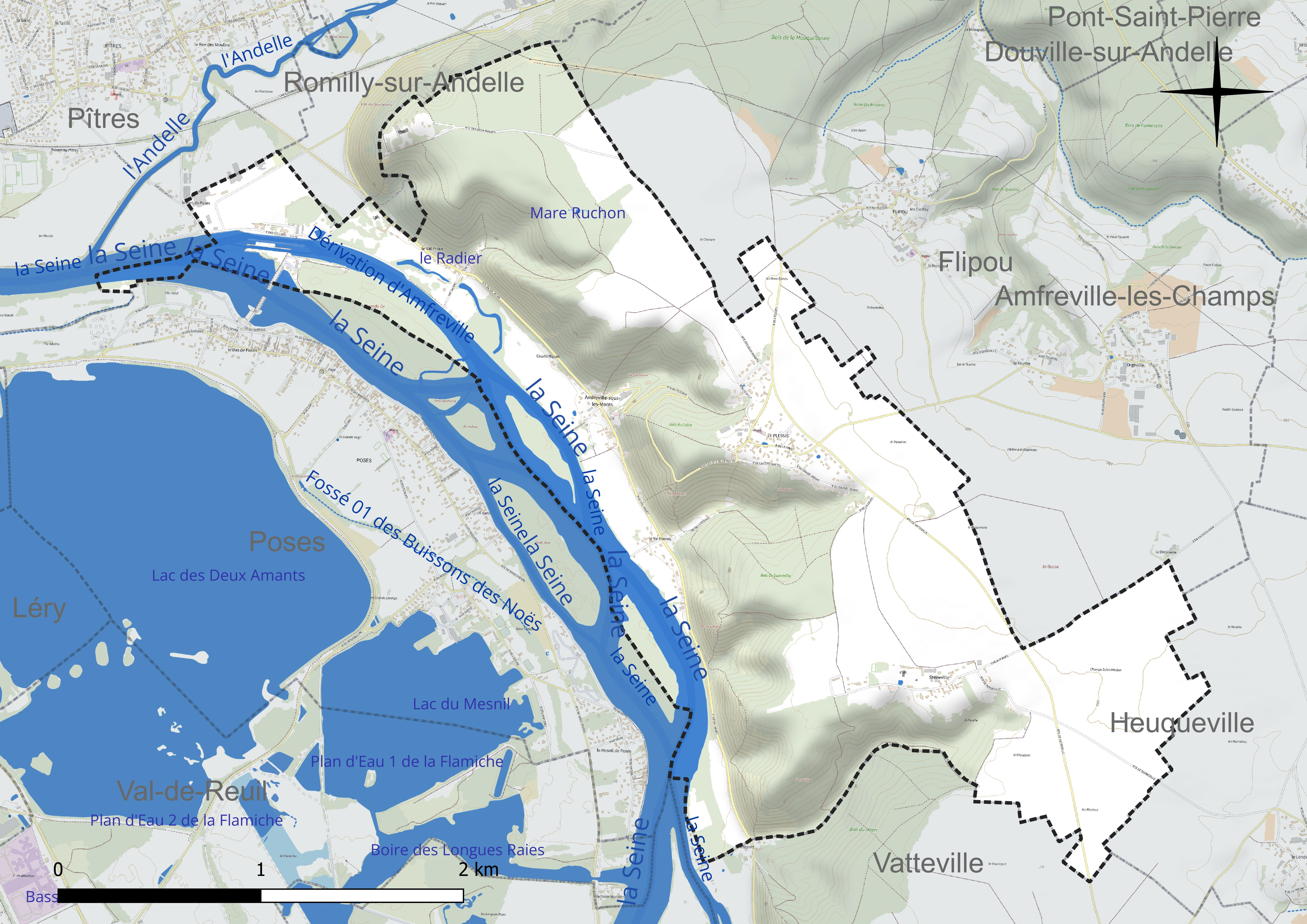
Réseau hydrographique d'Amfreville-sous-les-Monts.

Deux plans d'eau complètent le réseau hydrographique : la mare Ruchon (0 ha) et le Radier (0,4 ha),.

### Climat
Pour des articles plus généraux, voir Climat de la Normandie et Climat de l'Eure.
En 2010, le climat de la commune est de type climat océanique dégradé des plaines du Centre et du Nord, selon une étude du CNRS s'appuyant sur une série de données couvrant la période 1971-2000. En 2020, Météo-France publie une typologie des climats de la France métropolitaine dans laquelle la commune est exposée à un climat océanique et est dans la région climatique Côtes de la Manche orientale, caractérisée par un faible ensoleillement (1 550 h/an) ; forte humidité de l’air (plus de 20 h/jour avec humidité relative > 80 % en hiver), vents forts fréquents. Parallèlement le GIEC normand, un groupe régional d’experts sur le climat, différencie quant à lui, dans une étude de 2020, trois grands types de climats pour la région Normandie, nuancés à une échelle plus fine par les facteurs géographiques locaux. La commune est, selon ce zonage, exposée à un « climat des plateaux abrités », correspondant aux plaines agricoles de l’Eure, avec une pluviométrie beaucoup plus faible que dans la plaine de Caen en raison du double effet d’abri provoqué par les collines du Bocage normand et par celles qui s’étendent sur un axe du Pays d'Auge au Perche.
Pour la période 1971-2000, la température annuelle moyenne est de 10,6 °C, avec  une amplitude thermique annuelle de 13,9 °C. Le cumul annuel moyen de précipitations est de 752 mm, avec 11,8 jours de précipitations en janvier et 8 jours en juillet. Pour la période 1991-2020, la température moyenne annuelle observée sur la station météorologique la plus proche, située sur la commune de Muids à 9 km à vol d'oiseau, est de 12,0 °C et le cumul annuel moyen de précipitations est de 609,1 mm,. Pour l'avenir, les paramètres climatiques de la commune estimés pour 2050 selon différents scénarios d’émission de gaz à effet de serre sont consultables sur un site dédié publié par Météo-France en novembre 2022.

## Urbanisme

### Typologie
Au 1er janvier 2024, Amfreville-sous-les-Monts est catégorisée commune rurale à habitat dispersé, selon la nouvelle grille communale de densité à 7 niveaux définie par l'Insee en 2022.
Elle est située hors unité urbaine. Par ailleurs la commune fait partie de l'aire d'attraction de Rouen, dont elle est une commune de la couronne,. Cette aire, qui regroupe 317 communes, est catégorisée dans les aires de 200 000 à moins de 700 000 habitants,.

### Occupation des sols
L'occupation des sols de la commune, telle qu'elle ressort de la base de données européenne d’occupation biophysique des sols Corine Land Cover (CLC), est marquée par l'importance des territoires agricoles (56 % en 2018), en diminution par rapport à 1990 (59,8 %). La répartition détaillée en 2018 est la suivante : 
terres arables (34,8 %), forêts (28,8 %), zones agricoles hétérogènes (17,1 %), eaux continentales (10,8 %), prairies (4,1 %), zones urbanisées (3,4 %), zones industrielles ou commerciales et réseaux de communication (0,9 %), espaces verts artificialisés, non agricoles (0,1 %). L'évolution de l’occupation des sols de la commune et de ses infrastructures peut être observée sur les différentes représentations cartographiques du territoire : la carte de Cassini (XVIIIe siècle), la carte d'état-major (1820-1866) et les cartes ou photos aériennes de l'IGN pour la période actuelle (1950 à aujourd'hui).

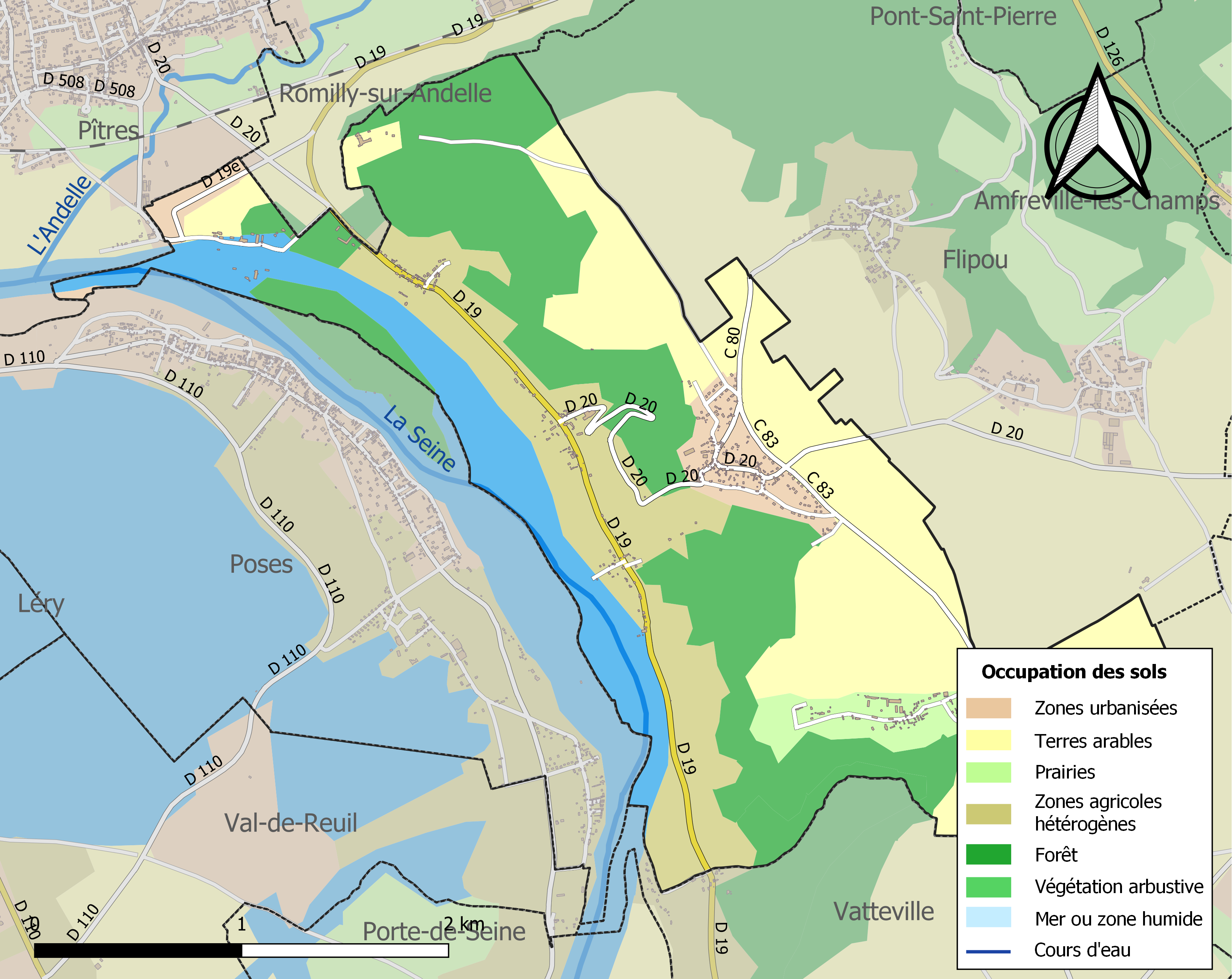
Carte des infrastructures et de l'occupation des sols de la commune en 2018 (CLC).

## Toponymie
Le nom de la localité est attesté sous les formes Anfredi villa (Charte de Gautier de Coutances) et Anfredivilla en 1207, Anfreivilla subter monte vers 1208 (Charte de Robert Poulain), Amfreville sous les Monts en 1793, Anfreville-les-Monts en 1824.
Toponyme médiéval en -ville (élément issu du gallo-roman VILLA « domaine rural »). Le premier élément est l'anthroponyme norrois Asfridhr (noté plutôt Ásfríðr) ou vieux danois Asfrith, localement adapté en Normandie sous la forme francique Ansfrid, d'où le sens global de « domaine rural d'Ásfridhr »,. En réalité en vieux norrois, seul le prénom Ásfríðr de genre féminin est attesté, le genre masculin *Ásfríðr est simplement déduit du vieux danois Asfrith, de même genre.
Asfridhr se perpétue dans les noms de famille Anfray, Anffrey, Anfrai, Anfré, Anfrey, Anfroy, Anfry, Anfrye et Anfrie (ces deux dernières formes étant sans doute des matronymes) et Lanfry (c'est-à-dire L'Anfry).

## Histoire

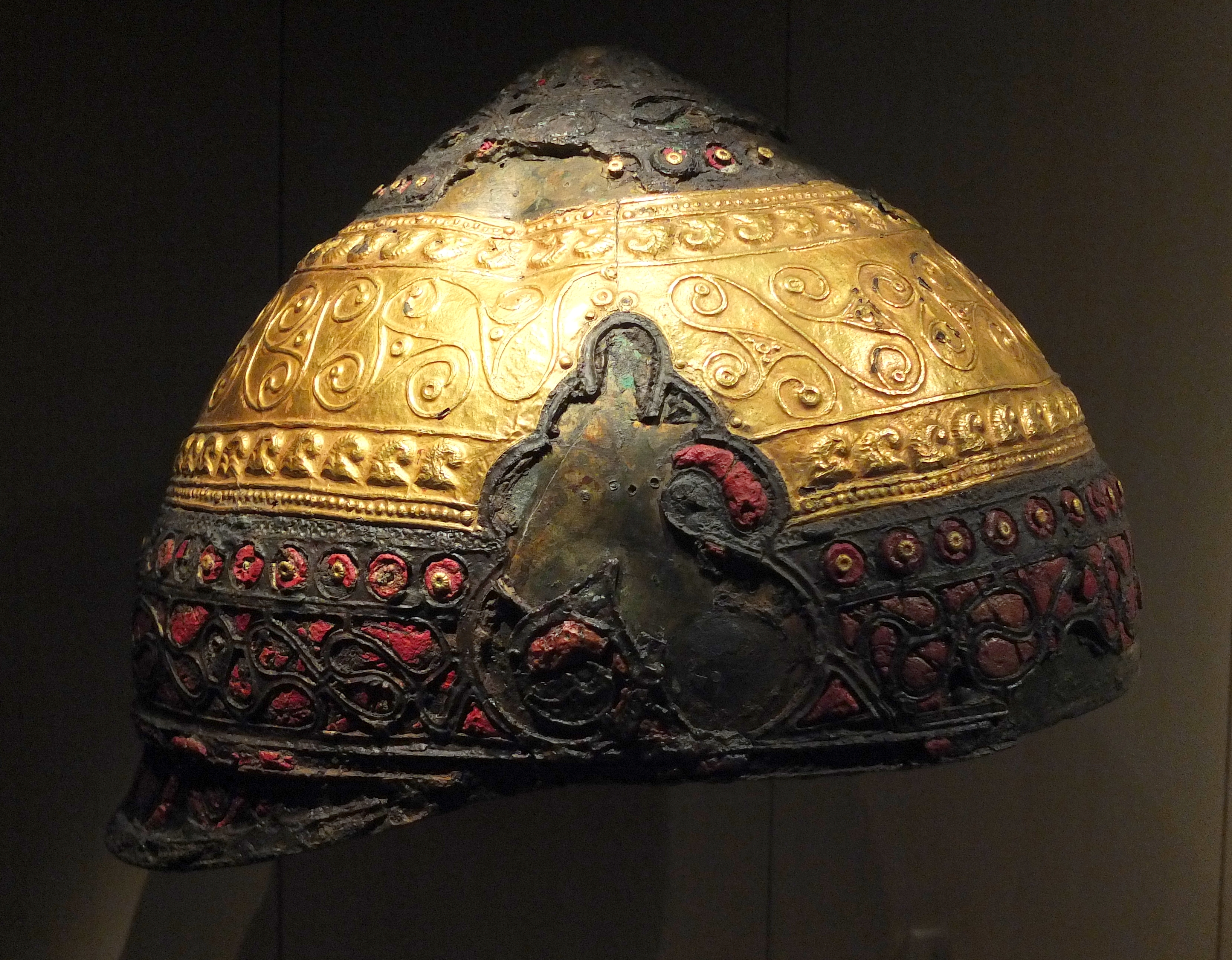
Le casque celte d'Amfreville.

- Vers 1762, Amfreville-sous-les-Monts compte 2 feux fiscaux privilégiés et 78 feux taillables.  L'un de ces feux privilégiés est constitué du prieuré des Deux-Amants de l'Ordre de St-Augustin et qui appartient aux Jésuites de Rouen. Le prieuré vaut alors 6000 livres de rente[26].
- La découverte en 1841 du casque gaulois d'Amfreville-sous-les-Monts atteste la présence d'une occupation antique. Ce célèbre casque à couvre-nuque recouvert d'or est conservé au Musée d'archéologie nationale de Saint-Germain-en-Laye.
- 1854 : Senneville est partagée entre Amfreville-sous-les-Monts (le territoire de l'ancienne commune de Senneville d'avant 1819) et Flipou (le territoire de l'ancienne commune d'Orgeville).

## Politique et administration
| Période                                  | Période   | Identité                         | Étiquette | Qualité                  |
| ---------------------------------------- | --------- | -------------------------------- | --------- | ------------------------ |
|                                          | vers 1811 | Michel Philippe Cavelier (-1812) |           | Propriétaire cultivateur |
| vers 1811                                |           | François Duval fils              |           |                          |
| vers 1824                                |           | Jean Nicolas Lequeux             |           | Cultivateur              |
| vers 1835                                | vers 1862 | Albert Ambroise Letanneur        |           | Rentier                  |
| vers 1879                                |           | Emile Adrien Lecoeur             |           |                          |
| Les données manquantes sont à compléter. |           |                                  |           |                          |
| 1912                                     |           | Raymond Vuigner                  |           |                          |
| vers 1914                                |           | Léon Blondel                     |           |                          |
| Les données manquantes sont à compléter. |           |                                  |           |                          |
| juin 1995                                | mai 2020  | Yves Lanic                       | PCF       | Retraité                 |
| mai 2020                                 |           | François Vigor                   |           | agent hospitalier        |

## Démographie
L'évolution du nombre d'habitants est connue à travers les recensements de la population effectués dans la commune depuis 1793. Pour les communes de moins de 10 000 habitants, une enquête de recensement portant sur toute la population est réalisée tous les cinq ans, les populations de référence des années intermédiaires étant quant à elles estimées par interpolation ou extrapolation. Pour la commune, le premier recensement exhaustif entrant dans le cadre du nouveau dispositif a été réalisé en 2007.

En 2022, la commune comptait 517 habitants, en évolution de +0,98 % par rapport à 2016 (Eure : −0,25 %, France hors Mayotte : +2,11 %).
| 1793 | 1800 | 1806 | 1821 | 1831 | 1836 | 1841 | 1846 | 1851 |
| ---- | ---- | ---- | ---- | ---- | ---- | ---- | ---- | ---- |
| 327  | 308  | 310  | 335  | 365  | 330  | 332  | 348  | 415  |

| 1856 | 1861 | 1866 | 1872 | 1876 | 1881 | 1886 | 1891 | 1896 |
| ---- | ---- | ---- | ---- | ---- | ---- | ---- | ---- | ---- |
| 464  | 444  | 440  | 395  | 356  | 365  | 362  | 355  | 322  |

| 1901 | 1906 | 1911 | 1921 | 1926 | 1931 | 1936 | 1946 | 1954 |
| ---- | ---- | ---- | ---- | ---- | ---- | ---- | ---- | ---- |
| 351  | 379  | 342  | 353  | 331  | 378  | 281  | 301  | 619  |

| 1962 | 1968 | 1975 | 1982 | 1990 | 1999 | 2006 | 2007 | 2012 |
| ---- | ---- | ---- | ---- | ---- | ---- | ---- | ---- | ---- |
| 390  | 388  | 374  | 431  | 445  | 471  | 526  | 534  | 506  |

| 2017 | 2022 | - | - | - | - | - | - | - |
| ---- | ---- | - | - | - | - | - | - | - |
| 494  | 517  | - | - | - | - | - | - | - |

La population de Senneville n'est pas reprise dans le tableau (entre 1820 et 1851), ni dans le graphique (avant 1851).

## Culture locale et patrimoine

### Lieux et monuments

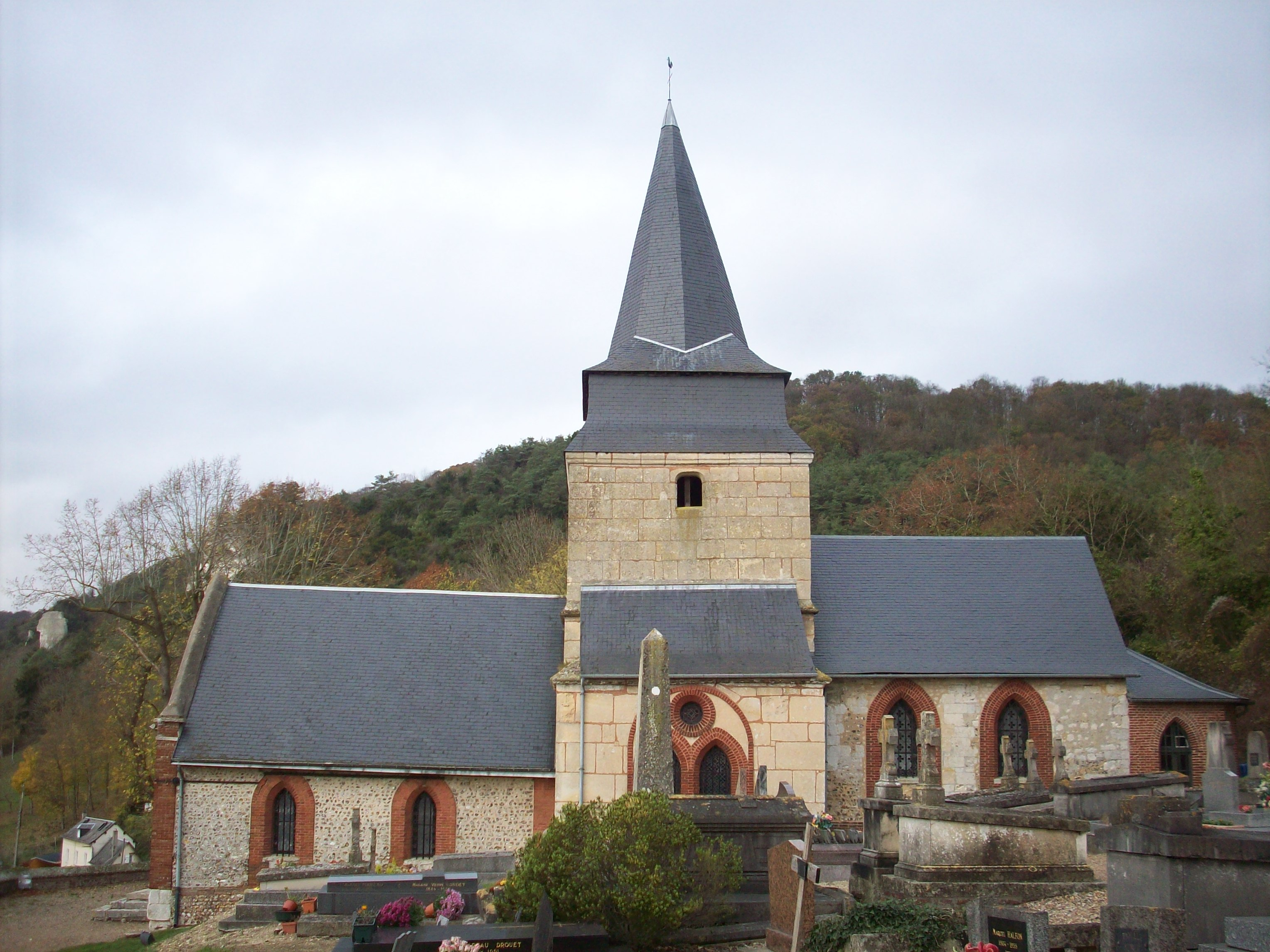
Église Saint-Michel.

- Église Saint-Michel. La tour-clocher date du XVIe siècle, le chœur et la nef ont été remaniés au XIXe siècle. Elle était sous le patronage du prieur des Deux-Amants. Elle conserve par ailleurs les stalles et lambris de la chapelle du prieuré.
- Manoir de Senneville (XVIe et XVIIe siècles), classé monument historique[30].
- Château de Canteloup[31] (XVIIe et XXe siècles). Il est construit vers 1610 pour Jacques II Hallé, sur un fief existant depuis le XIIe siècle[32]. Il est restauré à la suite d'un incendie subi le 24 avril 1910.
- Le barrage de Poses et les écluses sur la Seine.
- La côte des Deux-Amants[33] est site naturel classé. Elle accueille au sommet le château des Deux-Amants, à l'emplacement de l'ancien prieuré Sainte-Marie-Madeleine, dit des Deux-Amants[34].
- Grande Île.

### Patrimoine naturel

#### Sites classé et inscrit
- L'église et le cimetière  Site classé (1929)[35] ;
- Les falaises de l'Andelle et de la Seine  Site inscrit (1981)[36].

#### Patrimoine sportif
Pour les cyclistes, la route du Plessis reliant la partie basse du village à la partie haute du village constitue une des montées notables en Normandie. Elle est classée en ascension de catégorie 4. La montée s'effectue sur 1,66 km avec un pourcentage moyen de 7,3%. Elle permet d'accéder au panorama sur la vallée de la Seine et de l'Eure.

### Personnalités liées à la commune
- Charles Jobin (1620, Amfreville-sous-les-Monts - 26 novembre 1705, Charlesbourg), ancêtre des Jobin d'Amérique[37].